# Thrypticus tectus
Thrypticus tectus är en tvåvingeart som beskrevs av Van Duzee 1915. Thrypticus tectus ingår i släktet Thrypticus och familjen styltflugor. Inga underarter finns listade i Catalogue of Life.